# I Might Be Wrong (singolo)
I Might Be Wrong è una canzone del gruppo rock inglese Radiohead, parte dell'album Amnesiac del 2001. Nei soli Stati Uniti, la canzone fu diffusa come singolo, il 4 giugno stesso anno.

## Diffusione
La canzone fu diffusa come singolo nei soli Stati Uniti, dove fu destinata esclusivamente alle radio il giorno precedente l'uscita dell'album. Nel resto del mondo, il singolo correlato al disco Amnesiac fu Pyramid Song.
La musica si è sviluppata intorno ad una linea di chitarra scritta da Jonny Greenwood.

## Formazione
- Thom Yorke – voce, sintetizzatore
- Jonny Greenwood – chitarra, onde Martenot
- Ed O'Brien – chitarra, effetti, voce di supporto
- Colin Greenwood – basso
- Phil Selway – batteria

## Esecuzioni dal vivo
La canzone fu suonata dal vivo per la prima volta presso la Villa Reale di Monza, il 19 giugno 2000.

## Classifiche
| Classifica (2001)         | Posizione massima |
| ------------------------- | ----------------- |
| Stati Uniti (alternative) | 27                |